# Pedro Prado Mendizábal
Pedro Prado Mendizábal (Lugo, 29 de junio de 1902-Madrid, 21 de septiembre de 1985) fue un marino militar español que sirvió en las armadas española y soviética. Durante la Guerra Civil Española desempeñó diversos puestos de responsabilidad en la Armada republicana, donde tuvo un rol destacado. 

## Biografía

### Carrera militar
Nacido en Lugo en 1902, cursó estudios en la Escuela Naval Militar, donde ingresó en 1920. Se diplomó como oficial del Cuerpo General de la Armada. Tras terminar sus estudios es ascendido al empleo de alférez de navío en 1924. Cuatro años después ascendió a teniente de navío. Estando destinado en Cartagena se hizo conocido por ser el único oficial de la Armada que iba en bicicleta por la calle, algo que otros miembros del cuerpo de oficiales habrían criticado severamente en la premisa de que dicho medio transporte «carecía de la dignidad que su rango requería». En 1931, poco después de la proclamación de la Segunda República, se convirtió en ayudante personal del ministro Santiago Casares Quiroga. Desde febrero de 1936 fue secretario técnico del Ministerio de Marina, a las órdenes del ministro José Giral.

### La Guerra Civil
Tras el estallido de la Guerra civil fue nombrado jefe de operaciones de la Marina de guerra republicana. Se trasladó a la ciudad de Málaga, desde donde preparó una gran operación aeronaval que debía lanzarse sobre la bahía de Algeciras; Prado Mendizábal también insistió en la necesidad de lanzar una operación combinada terrestre-naval contra Algeciras, un área estratégica que para entonces ya se encontraba en manos de los sublevados. Para ello, llegó a concebir la concentración de una gran fuerza militar. A pesar de su insistencia, esta operación finalmente no tuvo lugar y los franquistas acabarían forzando el paso del Estrecho de Gibraltar. Por otro lado, durante las primeras semanas de la contienda Prado Mendizábal encontró una situación muy precaria en la organización de la Armada republicana. Llegó a establecer su puesto de mando en el crucero Libertad. En noviembre de 1936 fue nombrado comandante del crucero ligero Méndez Núñez, mando que ejercería durante una parte de la contienda. Al frente del Méndez Núñez tomó parte en la batalla del cabo de Palos. En abril de 1938 fue nombrado jefe de Estado Mayor de la Armada republicana, cargo que ejerció hasta enero de 1939. En febrero el presidente Juan Negrín lo nombró coordinador del paso del Ejército del Ebro a través de la frontera francesa.

### Exilio
Persona de filiación comunista, tras el final de la contienda se exilió en la Unión Soviética. Fue alumno y después profesor en la Academia del Alto Estado Mayor soviético Voroshílov. Tras el final de la Segunda Guerra Mundial, en 1948 abandonó el servicio militar con el rango de vicealmirante. Fue elegido miembro del Comité Central del Partido Comunista de España en 1954. Ejerció como bibliotecario en la Editorial de Lengua Extranjera de Moscú y fue autor del primer diccionario politécnico español-ruso. Posteriormente, en 1961 —tras el triunfo de la revolución cubana— se trasladó a Cuba como asesor militar junto a otros antiguos militares republicanos, país donde empleó el nombre de «Juan Lamela». Permaneció en la isla caribeña durante algún tiempo.
En 1978 fue readmitido en la Armada española como teniente de navío retirado. Se le asignó pensión de capitán de navío. 

## Obras
- Diccionario politécnico español-ruso (1964).